# キャシー中島
キャシー中島（キャシーなかじま、英: Kathy Nakajima、1952年2月6日 - ）は、日本のタレント。日本におけるハワイアンキルトの第一人者でもある。所属事務所は株式会社スタジオ・ケイグループ。本名は勝野 八千代（かつの やちよ、旧姓非公表）。ハワイ・マウイ島出身で、神奈川県横浜市育ち。父はアイルランド系アメリカ人の軍属で、母は日本人である。勝野七奈美（モデル・歌手）、勝野雅奈恵（女優）、勝野洋輔（俳優・手芸家）の母。

## 略歴
中学卒業後、インターナショナル・スクールへ進学。当時特徴的なファッションセンスから服飾雑誌のインタビューを受けたことから、大橋巨泉司会の音楽番組『ビートポップス』にゴーゴーガールズの一人として出演。
16歳の頃にスタイリストの草分け的存在・堀切ミロからスカウトされてモデル活動を開始（または、上記音楽番組の出演で注目されたことをきっかけに、モデルクラブに所属したとも言われている）。レナウンのCMで「イエイエガール」としてメジャーデビューし、これによりモデルCF部門最優秀新人賞を受賞。ほどなくして別の人から歌手としてもスカウトされ、1969年にボーカルグループ「カサノヴァ7（カサノヴァセッテ）」の一員として『夜の柳ヶ瀬』で歌手デビュー。19歳の頃にモデル仲間の男性と最初の結婚と離婚を経験。
1972年、「白い大地は誰のもの」でソロ歌手としてデビューした。キャッチフレーズは「フレッシュボイスとナウなフィーリング」であった。しかしほどなくして歌手業を辞めてモデル事務所「マドモアゼル」に所属し、モデル活動を中心とするタレントに転身。同年10月に開始したテレビ番組『ぎんざNOW!』で初代アシスタントを務め、司会のせんだみつおと共に人気を得る。しかし仕事の都合により3ヶ月で降板。
1979年、俳優の勝野洋との再婚と同時期にタレントを引退したが、結婚から約2か月後の7月10日に母が死去する。
1984年、著書の出版を機に芸能界に復帰した。
1987年から1991年までは、『独占!女の60分』のサブ司会として注目を集めた。同番組では、かつてアタッカー（レポーター）を務めていた。
遡って19歳の頃に訪れたアメリカでアメリカンキルト、結婚後に訪れたハワイでハワイアンキルトに出会った。これをきっかけにその都度技法を習得した後、タレント業と並行してキルト作家としても活動。2019年現在は、静岡県御殿場市のキルトミュージアムをはじめ、全国に6つのキルトスタジオを運営し、発売したキルト関連書籍は70冊を超える。

### 子供時代
5歳の時に両親が離婚した（父はアメリカに帰国）後、母は中華街で働き、キャシーが小学4年生の頃にバー（スナック）を開いた。母が中華街で働いていた頃は、知り合いの一人暮らしのお婆さん宅に預けられ、近所の人からもらった端切れを使って独り遊びをして母の帰宅を待っていたという。また小学校では手芸クラブに入っており、当時の将来の夢は「手芸屋さんになること」だった。
その後生まれた異父弟（この頃の詳細な家族構成は不明）が母などから可愛がられると、寂しさから母に時々反発心が芽生えた。中学生になると、ハーフなため見た目の違いから自然と目立ってしまい、反抗期だったため心の中にモヤモヤするものが生まれた。
15歳の時、上記の理由から同い年ぐらいの仲間たちと放課後（学校にはちゃんと行っていた）に着替えてから、23時頃まで横浜の繁華街で夜遊びするようになった。当時はよく本牧のゴーゴー喫茶に訪れて夢中で踊っており、ほどなくして『クレオパトラ党』という女子グループを結成した。

### モデルとして芸能界入り
16歳になってすぐの頃、堀切ミロからモデルにスカウトされ、「あなたなら月3万円くらいの収入を得られるかな」と言われた。当時母に対して反抗心を持ちながらも、働き過ぎな母を内心気にかけており、家計を助けるためにモデルをすることを決めた。堀切からモデルになる条件に「ダイエットして体重を落としてほしい」と言われたことから、3か月間で20kg痩せてからモデル活動を始めた。翌年歌手デビューしたが、本人は「歌はそれほど上手くなかった」とのことで、短い期間で歌手業を終えることにしたという。
モデル事務所「マドモアゼル」に入った頃は仕事がないため学校帰りに事務所で電話番をした。仕事の依頼電話が入ると、「新人のキャシー中島というハーフのモデルがいますがどうでしょうか」とセルフプロデュースすることで、次第にモデルの仕事が増えていった。19歳で売れっ子モデルとなったが、それまで母の苦労を見てきたため当時の収入は全て母に預け、そこから毎日2,000円だけをもらって過ごしていたという。
20歳で『ぎんざNOW！』の初代アシスタントになった後、オーディションでエメロンシャンプーのCM出演が決まった。同CMは1年の契約で世界中で撮影するのが出演の条件だったため、上記番組プロデューサーに事情を話した上で、同番組を3か月で降板させてもらうことになった。

### 結婚、タレント復帰
1978年（26歳）にテレビで偶然見た俳優・勝野洋に一目惚れし、「こういう真面目そうな人と結婚したい！」と思った。人づてに勝野の行きつけの店があると聞いて毎晩訪れ、10月に初めて彼に出会って以降一緒にお酒を飲むようになった。12月4日に交際を始め、1月11日に婚約発表、2月25日に入籍（27歳）というスピード婚だった。
長女の出産後にテレビなどの出演依頼がいくつか来たが、“まだ子供も欲しいし、今は家庭のことに重きを置きたい”との考えから、東京を離れて暮らすことを決めた。次女の出産前後に静岡県御殿場市での田舎暮らしを始め、以後テレビやラジオには一切出ずに専業主婦として過ごした。
長男が幼稚園になった頃、勝野に『笑っていいとも!』のコーナー「テレフォンショッキング」のゲストの話がきた。しかしスケジュールが合わず、「じゃあ、キャシーさん出てよ」と言われて急遽出演することになった
。直後に「ライオンのいただきます」のレギュラー出演を依頼されたことをきっかけに、ほどなくして子育てに余裕もできたことからタレント業に復帰した。

### キルト作り
先述の通り子供時代から手芸をしており、10代になると趣味でパッチワークキルトをやるようになった。19歳頃に訪れたロサンゼルスでアメリカンキルトに出会い、キルトの技法などを手短に教わってから作り方の本と共に帰国し、以降アメリカンキルト制作に夢中になった。
結婚を経て長女の幼稚園のお母さんたちにキルト作り方を教えると、すぐに生徒数が増えたことから御殿場駅のそばにキルト教室「スタジオK」を開いた。3年後、家族でハワイ旅行をした時、シンプルで色鮮やかなハワイアンキルトに一瞬で心を奪われ、独学で学んだ後生徒たちにも広めていった。
その後のキルト作家としてはその芸術的才能は国内はもとより、パッチワークキルトの本場アメリカのコンテストで作品「サンシャインローズガーデン」で外国人として初受賞するなど、高く評価されている。

### 長女の死
2009年に長女・七奈美が29歳の若さで病死し、悲しみの余りキルトの針も持てないほど毎日泣いて過ごしたという。その後“そろそろ前に向かって歩いていかなくてはいけない”と気づき、敢えて積極的に街に出かけるという方法で前向きな気持ちを取り戻した。本人は「自分なりのやり方でしか立ち直れない」と感じたことからこの方法を取ったが、心情を知らない人たちからは一部不謹慎に受け取られてしまったという。
後日“長女が好きだったオレンジ系の色の作品なら針を持てるかな”と思ったことで、長女のための作品を作り始めた。完成したその作品には生前長女の好きな言葉である“サンシャイン”に因んで「サンシャインガール」のタイトルを付けた。上記の行動や家族との絆により何とか悲しみを乗り越えることができたという。

## 人物
19歳で最初の結婚をした時は、他のモデル仲間などから「まだ若いし、まずは同棲で良かったのになんで籍まで入れちゃったの？」と驚かれたという。
女優転向を視野に入れてドラマへ出演した際に、共演した当時子役の杉田かおるから「お姉さん演技下手だね」と言われたことで心を痛めて女優転身を諦めた。この経緯は、2016年1月25日放送の「ライオンのごきげんよう」で、杉田かおるがキャシー中島本人に言われたエピソードとして発言している。
20代の頃、出演したラジオ番組「出前寄席」がきっかけで色々な年上の落語家たちからかわいがられるようになった。彼らから「キャシーはテレビなどで面白いことを言うけど、間（ま）が悪いから教えてあげるよ」と言われた。間を教わったことは、本人にとって「一生ものの財産」となった。
夫で俳優の勝野洋との間に一男二女をもうけた。長女の勝野七奈美は歌手・モデル・ジュエリーデザイナーを務めたが、2009年7月に肺がんのため29歳で死去した。次女の勝野雅奈恵は女優・フラダンサーで、2015年にスイス人男性と結婚して翌年11月に女児が誕生した。キャシー中島は、次女が20代の頃に「将来結婚する時のために」とウエディングキルトを作っていた。2019年現在は、勝野・キャシー夫妻は次女家族と3世代同居をしている。末っ子で長男の勝野洋輔は俳優になった後、デザインや刺繍を学ぶために5年以上のフランス留学を経て手芸家・デザイナーとなり、以後母子によるキルトのコラボ作品も発表している。
長女出産後に田舎暮らしの居住地域を決める際、当時勝野が出演した「リポビタンD」のCMのロケ現場が富士山で、そこにキャシーも訪れて気に入ったことから御殿場市に住むことを決めた。
芸能界屈指の愛猫家で、モデル時代から50年以上も猫を飼育している。1980年頃では最多で15匹も飼っていた時期があり、家族そろって猫好きでもある。ちなみに26歳で勝野と同棲を始めたのは、「うちにかわいい猫がいるから、来ない？」と自宅に招いたことがきっかけ。猫の品種は、ラガマフィンという珍しい種類を飼育している。
2016年2月10日に皮膚がんの手術を受ける。2017年5月22日、都内で開催したパーティーにおいて病を克服し晴れ舞台に胸を張った。
2022年10月4日に「徹子の部屋」にゲスト出演した際に自身の母とダイアモンド☆ユカイの母が友人同士だったことをユカイが発言したと明かした。

## 出演

### TV番組
- テレビディスコティクショー ビートポップス（1966年、フジテレビ）
- ぎんざNOW!（1972年、TBS）
- 雑居時代 第24話「鬼千匹」（1974年、日本テレビ） - 伊吹セツコ 役
- プレイガールQ（1974年 - 1976年、東京12チャンネル / 東映） - キャシー 役
- 爆笑パニック!体当たり60分（1975年、テレビ東京） - レギュラー
- やりくりクイズ30万に挑戦（フジテレビ）
- お笑いマンガ道場（中京テレビ） - エバが不在時に代理出演。
- 木曜ゴールデンドラマ「俺たちの明日」（1980年、日本テレビ）
- ヒラメキ大作戦（朝日放送テレビ）
- パオパオチャンネル月曜日「パオパオレストラン」（1987年 - 1989年、テレビ朝日）
- 独占!女の60分（1988年10月 - 1991年3月、テレビ朝日）- サブ司会
- こんにちは2時（テレビ朝日）- 日替わりMC
- サンシャイン デイズ（2007年、テレビ神奈川）
- ライオンのいただきます（フジテレビ）
- エンジョイDIY（1998年 - 2001年、静岡朝日テレビ）
- ありがとッ!（テレビ神奈川） - 月曜レギュラー
- タヒチアンダンスの夏〜ふたりでひとり〜（2012年9月30日、BS日テレ）
- ハロー!モーニング。（テレビ東京） - コーナーレギュラー
- わんニャン倶楽部〜動物と楽しく暮らそう〜（2015年9月8日、BS日テレ）
- キャシー中島のHappyレシピ作ってみて!（2022年3月28日 - 2023年3月31日、BSJapanext）[18] - MC、初の冠番組
- パネルクイズ アタック25 Next 新春芸能人スペシャル（2023年1月1日、BSJapanext）

### CM
- レナウン『イエイエ』（1969年）
- ヨシケイ（1990年ごろ）
- デアゴスティーニ『隔週刊 キャシーといっしょにハワイアンキルト』（2019年）
- 花王『リリーフ 超うす型まるで下着』（2020年） 夫の勝野洋と共演。
- サントリーウエルネス『DHA&EPA+セサミンEX』（2021年 - ）

## 著書
- 『キャシーと寛子が月見草でいきいきやせた 西田式月見草減量法』林寛子との共著、リヨン社、1980年
- 『キャシーと寛子が月見草でいきいきやせた おしゃべり電話で2人でなんと43キロ』林寛子との共著、リヨン社、1984年
- 『キャシーズ・カロリー・ハンドブック』ケント出版、1985年、ISBN 4876430004
- 『ハローパッチワーク 楽しくやればなんでもできる』スタジオKとの共著、河本昭郎監修、ケント出版、1988年、ISBN 487643011X
- 『キャシー中島のおしゃべりパッチワーク 色遊び・布遊び、フレンチカントリースタイル』日本ヴォーグ社、1993年、ISBN 4529023915
- 『キャシー中島の超かんたんパッチワーク』文化出版局、1995年、ISBN 457910644X
- 『キャシー中島の落ちこんでなんかいられない！』扶桑社、1996年、ISBN 459402095X
- 『キャシー中島の大好きだから 怒って、笑って、抱き合って。』ワニマガジン社、1997年、ISBN	489829247X
- 『キャシー中島のハワイアンキルト』婦人生活社、1998年、ISBN 4574801956
- 『ハワイアン・キルト』日本放送出版協会、2001年、ISBN 4140311061
- 『キャシー中島のパッチワークパラダイス 花とキルトのある暮らし』婦人生活社、2002年、ISBN 457480338X
- 『プロヴァンスキルト キャシー中島のやさしいパッチワーク』日本ヴォーグ社、2002年、ISBN 4529036561
- 『キャシー中島のハワイアンキルト ハワイアンのかわいいかわいい小ものたち』日本ヴォーグ社、2005年、ISBN 4529041239
- 『キャシー中島のハワイアンプリントと暮らす』日本ヴォーグ社、2006年、ISBN 4529042065
- 『キャシー中島のキルトスタイル』講談社mook、三推社、2006年、ISBN 4061795902
- 『6%の明日 もう一度あなたのお母さんになりたい』幻冬舎、2010年、ISBN 9784344018143
- 『キャシー中島のキラキラキルト』NHK出版、2011年、ISBN 9784140311745
- 『キャシー中島の大好き・ハワイアンキルト バッグ・ポーチ・タペストリー・クッションand more』ブティック社、2013年、ISBN 9784834735185
- 『隔週刊 キャシーといっしょにハワイアンキルト』（監修）デアゴスティーニ、2019年